# 맨발로 Summer
〈맨발로 Summer〉(일본어: 裸足でSummer 하다시데 Summer[*])는 노기자카46의 15번째 싱글이다.

## 개요
전작 〈봄망초 필 무렵〉으로부터 약 4개월 만의 싱글이다.

## 수록곡

### Type-A
자켓 사진 (표지):사이토 아스카
자켓 사진 (뒷면):사이토 아스카
CD
1. 裸足でSummer / 맨발로 Summer
(작사: 아키모토 야스시 / 작곡: 후쿠모리 히데토시 / 편곡: APAZZI)
2. 僕だけの光 / 나만의 빛
(작사: 아키모토 야스시 / 작곡·편곡: Hiro Hoashi)
3. オフショアガール / 오프쇼어 걸
(작사: 아키모토 야스시 / 작곡·편곡: Akira Sunset, ha-j)
4. 裸足でSummer off vocal ver.
5. 僕だけの光 off vocal ver.
6. オフショアガール off vocal ver.

DVD
1. 裸足でSummer Music Video
2. オフショアガール Music Video

### Type-B
자켓 사진 (표지):이쿠타 에리카·니시노 나나세·하시모토 나나미·시라이시 마이
자켓 사진 (뒷면):사이토 유리·사이토 치하루·나카다 카나·노죠 아미·신우치 마이
CD
1. 裸足でSummer / 맨발로 Summer
2. 僕だけの光 / 나만의 빛
3. 林檎売りとカメムシ / 사과 장수와 노린재
(작사: 아키모토 야스시 / 작곡·편곡: NA.ZU.NA)
4. 裸足でSummer off vocal ver.
5. 僕だけの光 off vocal ver.
6. 林檎売りとカメムシ off vocal ver.

DVD
1. 裸足でSummer Music Video
2. 林檎売りとカメムシ Music Video

### Type-C
자켓 사진 (표지):타카야마 카즈미·아키모토 마나츠·마츠무라 사유리·사쿠라이 레이카·에토 미사
자켓 사진 (뒷면):사사키 코토코·사가라 이오리·이토 쥰나·이토 카린·카와고 히나·스즈키 아야네·와다 마야·야마자키 레나·카와무라 마히로
CD
1. 裸足でSummer / 맨발로 Summer
2. 僕だけの光 / 나만의 빛
3. 白米様 / 백미 님
(작사: 아키모토 야스시 / 작곡: Ruby / 편곡: 아라켄)
4. 裸足でSummer off vocal ver.
5. 僕だけの光 off vocal ver.
6. 白米様 off vocal ver.

DVD
1. 裸足でSummer Music Video
2. 白米様 Music Video

### Type-D
자켓 사진 (표지):이코마 리나·나카모토 히메카·호시노 미나미·키타노 히나코·호리 미오나·와카츠키 유미
자켓 사진 (뒷면):와타나베 미리아·이노우에 사유리·히구치 히나·이토 마리카·테라다 란제
CD
1. 裸足でSummer / 맨발로 Summer
2. 僕だけの光 / 나만의 빛
3. シークレットグラフィティー / 시크릿 그래피티
(작사: 아키모토 야스시 / 작곡·편곡: 츠키다 타다시)
4. 裸足でSummer off vocal ver.
5. 僕だけの光 off vocal ver.
6. シークレットグラフィティー off vocal ver.

DVD
1. 裸足でSummer Music Video
2. シークレットグラフィティー Music Video

### 통상반
자켓 사진 (표지):〈맨발로 Summer〉 선발 멤버
자켓 사진 (뒷면):〈맨발로 Summer〉 언더 멤버
CD
1. 裸足でSummer / 맨발로 Summer
2. 僕だけの光 / 나만의 빛
3. 行くあてのない僕たち / 갈 곳 없는 우리
(작사: 아키모토 야스시 / 작곡: 오오하시 리코 / 편곡: 사사키 히로시)
4. 裸足でSummer off vocal ver.
5. 僕だけの光 off vocal ver.
6. 行くあてのない僕たち off vocal ver.

## 선발 멤버

### 맨발로 Summer
(센터:사이토 아스카)
- 3열: 키타노 히나코, 호시노 미나미, 와카츠키 유미, 이코마 리나, 호리 미오나, 나카모토 히메카
- 2열: 타카야마 카즈미, 에토 미사, 마츠무라 사유리, 아키모토 마나츠, 사쿠라이 레이카
- 1열: 하시모토 나나미, 니시노 나나세, 사이토 아스카, 시라이시 마이, 이쿠타 에리카

### 나만의 빛
- 아키모토 마나츠, 이쿠타 에리카, 이코마 리나, 에토 미사, 키타노 히나코, 사이토 아스카, 사쿠라이 레이카, 시라이시 마이, 타카야마 카즈미, 나카모토 히메카, 니시노 나나세, 하시모토 나나미, 호시노 미나미, 호리 미오나, 마츠무라 사유리, 와카츠키 유미

### 오프쇼어 걸
- 시라이시 마이

### 사과 장수와 노린재
- 이쿠타 에리카 (게스트 퍼포먼스: 사카모토 켄지)

### 백미 님
- 마츠무라 사유리, 이토 카린, 사사키 코토코, 테라다 란제

### 시크릿 그래피티
(센터:히구치 히나)
- 이토 마리카, 이노우에 사유리, 카와고 히나, 카와무라 마히로, 사이토 치하루, 사이토 유리, 나카다 카나, 노죠 아미, 히구치 히나, 와다 마야, 이토 카린, 이토 쥰나, 사가라 이오리, 사사키 코토코, 신우치 마이, 테라다 란제, 야마자키 레나, 와타나베 미리아

### 갈 곳 없는 우리
- 이토 마리카, 이노우에 사유리